# Encephalartos altensteinii
Encephalartos altensteinii là một loài thực vật hạt trần trong họ Zamiaceae. Loài này được Lehm. mô tả khoa học đầu tiên năm 1834.Đây là một loài thực vật Đặc hữu của Nam Phi. Nó được liệt vào danh sách loài dễ bị tổn thương do môi trường sống bị phá hủy, sử dụng làm dược liệu truyền thống và bị nông dân loại bỏ trong quá trình mở rộng đất nông nghiệp. 